# ŽNK Podravske Sesvete
ŽNK Podravske Sesvete, ženski je nogometni klub iz Podravskih Sesveta.

## Povijest
Ženski nogometni klub ŽNK Podravske Sesvete osnovan je 2005. godine.
Nastupaju u Ženskoj županijskoj ljetnoj ligi.